# Урин, Владимир Георгиевич
Влади́мир Гео́ргиевич У́рин (род. 19 марта 1947, Киров) — советский и российский театровед, режиссёр, педагог, профессор. Директор Большого театра (9 июля 2013 — 1 декабря 2023). Заслуженный деятель искусств Российской Федерации (1999).

## Биография
Родился 19 марта 1947 года в городе Кирове. Окончил ГИТИС. Театральную деятельность начал в 1973 году, возглавив Кировский театр юного зрителя.
С 1981 года — руководитель кабинета детских и кукольных театров Всероссийского театрального общества.
С 1987 года — секретарь правления Союза театральных деятелей России, одновременно выполнял штатные обязанности заместителя председателя и первого заместителя председателя СТД России.
С 1995 года — генеральный директор Московского академического музыкального театра имени К. С. Станиславского и Вл. И. Немировича‑Данченко.
С 1997 года — генеральный директор Международных фестивалей современного танца, проводимых Музыкальным театром совместно с культурными центрами и посольствами стран Европы, Канады и США.
Заведующий кафедрой менеджмента и экономики исполнительских искусств Школы‑студии МХАТ, профессор. Член Комиссии при Президенте Российской Федерации по государственным наградам.
9 июля 2013 года назначен генеральным директором Большого театра. 17 ноября 2023 года было объявлено, что Урин уволился по собственному желанию. 22 ноября сам Урин опроверг эту информацию заявив, что продолжает работать. 1 декабря 2023 года освобождён от должности директора Большого театра по собственному желанию распоряжением председателя правительства Михаила Мишустина.

## Общественная позиция
В марте 2014 года поддержал аннексию Крыма, подписал письмо в поддержку аннексии президенту России Владимиру Путину.
Был доверенным лицом партии «Единая Россия» на выборах в Государственную думу VII созыва (2016 год).
В 2017 году Большой театр подготовил балетный спектакль «Нуреев» (постановка Кирилла Серебренникова и Юрия Посохова). Премьера, запланированная на 11 июля 2017 года, была внезапно отменена Уриным за три дня до выпуска и состоялась лишь 9 и 10 декабря 2017 года.
20 ноября 2018 года указом президента России Урин включён в новый состав Совета при президенте по культуре и искусству.
26 февраля 2022 года, через два дня после вторжения России на Украину, в числе других театральных деятелей, подписал антивоенное письмо российских деятелей культуры с призывами к остановке войны, к сохранению человеческих жизней и к мирным переговорам.
В сентябре 2023 года подтвердил, что в Большом театре убирают из репертуара спектакли, авторы которых высказались против агрессии.

## Награды
Удостоен ряда наград, среди них:

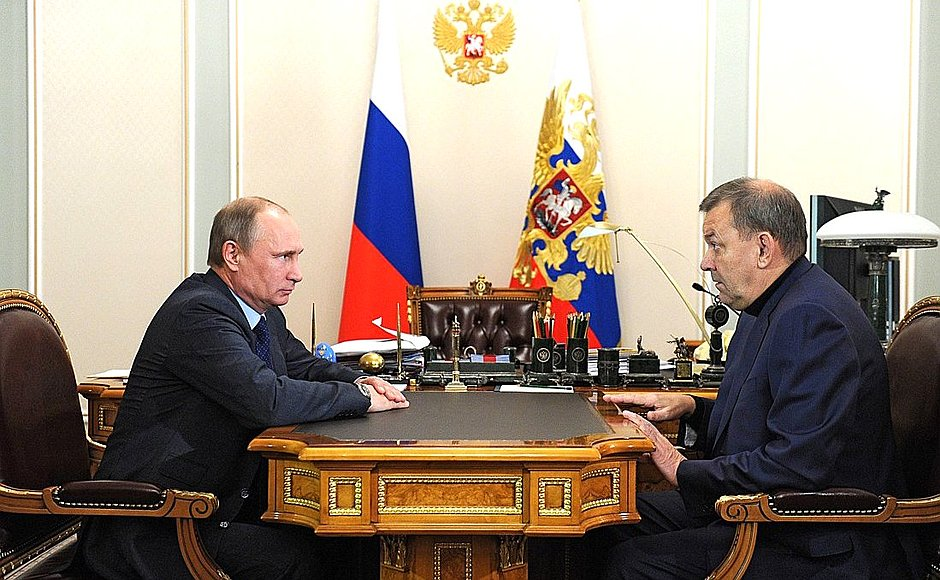
С президентом России Владимиром Путиным, Ново-Огарёво, 5 ноября 2013 года

- Орден Почёта (20 марта 2017) — за большой вклад в развитие отечественной культуры, активную общественную деятельность, направленную на повышение уровня нравственности и толерантности в обществе, многолетнюю плодотворную деятельность[15];
- Заслуженный деятель искусств Российской Федерации (29 ноября 1999) — за большой вклад в развитие музыкального искусства[16][17];
- Офицер Ордена Почётного легиона (Франция, 2015)[18];
- Орден Восходящего солнца 3 класса (Япония, 2019)[19];
- Почётный гражданин Кировской области (27 ноября 2014) — за значительный вклад в развитие театрального искусства Российской Федерации и Кировской области[20];
- Благодарность Министра культуры и массовых коммуникаций Российской Федерации (6 июля 2006) — за активную и многолетнюю плодотворную работу по пропаганде отечественного хореографического искусства и в связи с 25-летием основания автономной некоммерческой организации «Редакция журнала „Балет“»[21];
- Нагрудный знак РФ «За вклад в российскую культуру» (2018, Министерство культуры Российской Федерации)[22];
- Первая театральная премии «Хрустальная Турандот» за 2022 год в номинации «За честь, достоинство и служение зрителю»[23];
- приз «Душа танца» журнала «Балет»;
- премия Дягилева «За вклад в развитие современного танца в России»;
- международная премия имени К. С. Станиславского «За вклад в развитие российского театрального дела»;
- награда «Звёзды театрала» в номинации «Любимый театр»[24].
- премия«Легенда» фестиваля "Видеть музыку" Ассоциации музыкальных театров России, 2023[24].